# ビー・デイ
『ビー・デイ』（B'Day）は、ビヨンセのアルバム。

## 解説
2006年9月1日にヨーロッパで先行発売の後、9月4日にはイギリスと全世界で発売された。全米では9月5日に発売された。デスティニーズ・チャイルド解散後初のソロアルバムで、2007年に開催された第49回グラミー賞では最優秀R&Bアルバム賞を受賞した。
アルバムからのリードシングルは「Deja Vu feat.Jay-Z」。リリース前で日本では着うたがリリースされ、30万ダウンロードを越える大ヒットを記録。全米では最高位４位を記録。前作のリードシングル「クレイジー・イン・ラブ」の8週連続1位には遠く及ばなかったが、MTVを始め各局が猛プッシュを慣行。過激なダンスが賛否両論を呼ぶなど、全米で話題を集めるシングルとなった。
これを受け、50万枚を越えるセールスで「B'DAY」は全米Billborad Hot 200で初登場1位。この年最も売り上げたR&B女性アーティストとなる。
セカンドシングルは、MTV VIDEO AWARDでセンセーショナルなダンスで話題をさらった「Ring The Alarm」。グラミー賞ではBEST PERFORMANCEにノミネートされる。
続くサードシングルは「Irreplaceable」でプロデュースにスターゲイトを迎えている。このシングルは老若男女の支持を集めBillboard Single Chartにて10週連続1位を記録する。これは彼女自身の最高記録「ベイビー・ボーイ」の9週連続を超える最高記録。イントロから始まるフレーズではファンと大合唱する事もある彼女自身の代表曲となった。
06年12月に彼女自身の主演映画「ドリームガールズ」の主題歌「Listen」をシングルリリース。これは「B'DAY」の中にボーナストラックとして収録。
07年4月には「B'DAY」のミュージックビデオを全て収録したデラックスエディションをリリース。このアルバムからシャキーラと組んだ「ビューティフル・ライアー ～華麗なる反撃」を4枚目のシングルとしてリリース。全米Billboard Single Chartで最高3位を記録した。シャキーラと組んだ事がキッカケでビヨンセは07年夏に「Irreplaceable」のスペイン語バージョンをリリース。これは以前からスペイン語アルバムをリリースされるといううわさがあり、この音源がネットに流出していた。
7月には「GET ME BODIED」をシングルリリース。ビデオでは元デスチャの3人と妹ソランジュが参加している。この楽曲はBillboard R&B Airplayでロングチャートインを記録している。
07年11月にはこのアルバムを引っ提げた世界ツアー「Beyonce Experience Tour」を収録したLIVE DVDをリリース。これに伴い「B'DAY」も再びBillboard Hot 200にランクインした。

## 収録曲
1. Déjà Vu　Single - Hit #4
2. Get Me Bodied　Single & Ringle
3. Suga Mama
4. Upgrade U
5. Ring the Alarm　Single
6. Kitty Kat
7. Freakum Dress
8. Green Light
9. Irreplaceable　SIngle - Hit #1
10. Resentment

### 日本盤ボーナストラック
1. Creole
2. Check on It　Single - Hit #1

Encore for the Fans
Listen (Music from the Motion Picture Dreamgirls)　Single
Get Me Bodied (extended mix)

### デラックス・エディション収録曲
1. ビューティフル・ライアー ～華麗なる反撃
2. イレプレイスブル
3. グリーン・ライト
4. キティ・キャット
5. ウェルカム・トゥ・ハリウッド feat.ジェイ・Z
6. アップグレイド・ユー feat.ジェイ・Z
7. フロウズ・アンド・オール
8. イフ
9. ゲット・ミー・バディード(エクステンデッド・ミックス)
10. フリーカム・ドレス
11. シュガ・ママ
12. デ・ジャ・ヴ feat.ジェイ・Z
13. リング・ジ・アラーム
14. リゼントメント
15. リッスン
16. チェック・オン・イット feat.バン・B・アンド・スリム・サグ
17. クレオール
18. ワールド・ワイド・ウーマン